# A magyar labdarúgó-válogatott mérkőzései 2018-ban
Ez a magyar labdarúgó-válogatott 2018-as mérkőzéseiről szóló cikk. Négy barátságos, felkészülési mérkőzéssel kezdődött az év a válogatott számára. A férfi A-válogatott további, éves programja a 2018–2019-es UEFA Nemzetek Ligája jegyében telt.

## Eredmények
Győzelem
      Döntetlen
      Vereség
924. mérkőzés – barátságos
| 2018. március 23., péntek 19:00 (CET) |

| Magyarország                                                  | 2 – 3                         | Kazahsztán                                                                                      |
| ------------------------------------------------------------- | ----------------------------- | ----------------------------------------------------------------------------------------------- |
| Szalai (1–2) 21' Németh (2–3) 67' Kleinheisler 47' Otigba 54' | (1 – 3) Jegyzőkönyv Részletek | 6' (0–1) Murtazajev 10' (0–2) Zajnutgyilov 39' (1–3) Szejdahmet 23' Posztnyikov 55' Bejszebekov |

| Groupama Aréna, Budapest Nézőszám: 9 038 Játékvezető: Tomasz Musiał (lengyel) |

925. mérkőzés – barátságos
| 2018. március 27., kedd 20:00 (CEST) |

| Magyarország                     | 0 – 1                         | Skócia                                           |
| -------------------------------- | ----------------------------- | ------------------------------------------------ |
| Szalai 46' Elek 66' Otigba 90+1' | (0 – 0) Jegyzőkönyv Részletek | 48' Phillips 42' McGregor 49' Mulgrew 86' McGinn |

| Groupama Aréna, Budapest Nézőszám: 10 000 Játékvezető: Harald Lechner (osztrák) |

926. mérkőzés – barátságos
| 2018. június 6., szerda 19:00 (CEST) |

| Fehéroroszország  | 1 – 1                         | Magyarország                               |
| ----------------- | ----------------------------- | ------------------------------------------ |
| Szaroka (1–0) 26' | (1 – 1) Jegyzőkönyv Részletek | 29' (1–1) Varga R. 88' Pátkai 88' Varga J. |

| OSZK Bresztszkij stadion, Breszt Fehéroroszország Nézőszám: 9 000 Játékvezető: Szergej Lapocskin (orosz) |

927. mérkőzés – barátságos
| 2018. június 9., szombat 17:30 (CEST) |

| Magyarország                                       | 1 – 2                         | Ausztrália                                                        |
| -------------------------------------------------- | ----------------------------- | ----------------------------------------------------------------- |
| Sainsbury (1–1) 88' (öngól) 44' Varga J. 78' Fiola | (0 – 0) Jegyzőkönyv Részletek | 74' (0–1) Arzani 90+2' (öngól) (1–2) Kádár 22' Leckie 76' Jedinak |

| Groupama Aréna, Budapest Nézőszám: 10 091 Játékvezető: Matej Jug (szlovén) |

928. mérkőzés – 2018–2019-es UEFA Nemzetek Ligája
| 2018. szeptember 8., szombat 18:00 (CEST) |

| Finnország                | 1 – 0                         | Magyarország                                        |
| ------------------------- | ----------------------------- | --------------------------------------------------- |
| Pukki (1–0) 7' Uronen 41' | (1 – 0) Jegyzőkönyv Részletek | 45+2' Szalai 59' Fiola 63' Lovrencsics G. 68' Kádár |

| Ratina stadion, Tampere Nézőszám: 10 200 Játékvezető: Gediminas Mažeika (litván) |

929. mérkőzés – 2018–2019-es UEFA Nemzetek Ligája
| 2018. szeptember 11., kedd 20:45 (CEST) |

| Magyarország                                       | 2 – 1                         | Görögország                                                  |
| -------------------------------------------------- | ----------------------------- | ------------------------------------------------------------ |
| Sallai (1–0) 15' Kleinheisler (2–1) 42' Sallai 50' | (2 – 1) Jegyzőkönyv Részletek | 18' (1–1) Manolász 35' Dzavélasz 78' Ikonómu 83' Toroszídisz |

| Groupama Aréna, Budapest Nézőszám: zárt kapuk mögött Játékvezető: Alekszej Kulbakov (fehérorosz) |

930. mérkőzés – 2018–2019-es UEFA Nemzetek Ligája
| 2018. október 12., péntek 20:45 (CEST) |

| Görögország                                                                | 1 – 0                         | Magyarország                                                 |
| -------------------------------------------------------------------------- | ----------------------------- | ------------------------------------------------------------ |
| Kósztasz Mítroglu (1–0) 65' Papasztathopulosz 9' Cimíkasz 22' Bakákisz 27' | (0 – 0) Jegyzőkönyv Részletek | 32' Kalmár 44' Fiola 60' Kleinheisler 73' Kovács 88' Nagy Á. |

| Olimpiai stadion, Athén Görögország Nézőszám: 8 000 Játékvezető: Tobias Stieler (német) |

931. mérkőzés – 2018–2019-es UEFA Nemzetek Ligája
| 2018. október 15., hétfő 20:45 (CEST) |

| Észtország                                                                     | 3 – 3                         | Magyarország                                                                 |
| ------------------------------------------------------------------------------ | ----------------------------- | ---------------------------------------------------------------------------- |
| Luts (1–0) 20' Pátkai (2–2) 70' Anier (3–2) 79' Anier 23' Luts 73' Baranov 82' | (1 – 1) Jegyzőkönyv Részletek | 24' (1–1) Nagy D. 54' (1–2) Szalai 81' (3–3) Szalai 74' Nagy D. 90+3' Pátkai |

| A. Le Coq Aréna, Tallinn Észtország Nézőszám: 3 043 Játékvezető: Halis Özkahya (török) Asszisztensek: Ceyhun Sesigüzel és Hakan Yemisken |

932. mérkőzés – 2018–2019-es UEFA Nemzetek Ligája
| 2018. november 15., csütörtök 20:45 (CET) |

| Magyarország                               | 2 – 0                         | Észtország                     |
| ------------------------------------------ | ----------------------------- | ------------------------------ |
| Orbán (1–0) 7' Szalai (2–0) 69' Pátkai 63' | (1 – 0) Jegyzőkönyv Részletek | Pikk 23' Anier 49' Antonov 62' |

| Groupama Aréna, Budapest Nézőszám: 7 775 Játékvezető: Enea Jorgji (albán) |

933. mérkőzés – 2018–2019-es UEFA Nemzetek Ligája
| 2018. november 18., vasárnap 20:45 (CET) |

| Magyarország                                                      | 2 – 0                         | Finnország           |
| ----------------------------------------------------------------- | ----------------------------- | -------------------- |
| Szalai (1–0) 29' Nagy Á. (2–0) 37' Baráth 42' Lang 75' Kalmár 78' | (2 – 0) Jegyzőkönyv Részletek | 17' Granlund 86' Lod |

| Groupama Aréna, Budapest Játékvezető: Slavko Vinčić (szlovén) |

| Előző év: 2017 | A magyar labdarúgó-válogatott mérkőzései 2010 és 2019 között | Következő év: 2019 |

## Statisztikák

### Gólok és figyelmeztetések
A magyar válogatott játékosainak góljai és figyelmeztetései a 2018-as évben.
Csak azokat a játékosokat tüntettük fel a táblázatban, akik legalább egy gólt szereztek, vagy figyelmeztetést kaptak.
A játékosok vezetéknevének abc-sorrendjében.
| Mérkőzés       | Mérkőzés | Mérkőzés | Mérkőzés | Mérkőzés | Mérkőzés | HUN–KAZ     | HUN–SCO     | BLR–HUN     | HUN–AUS     | FIN–HUN     | HUN–GRE         | GRE–HUN     | EST–HUN         | HUN–EST     | HUN–FIN     |
| Mérkőzés       | Mérkőzés | Mérkőzés | Mérkőzés | Mérkőzés | Mérkőzés | barátságos  | barátságos  | barátságos  | barátságos  | NL          | NL              | NL          | NL              | NL          | NL          |
| Játékos        | Gól      |          |          |          | KM       | 2018.03.23. | 2018.03.27. | 2018.06.06. | 2018.06.09. | 2018.09.08. | 2018.09.11.     | 2018.10.12. | 2018.10.15.     | 2018.11.15. | 2018.11.18. |
| -------------- | -------- | -------- | -------- | -------- | -------- | ----------- | ----------- | ----------- | ----------- | ----------- | --------------- | ----------- | --------------- | ----------- | ----------- |
| Baráth         | 0        | 1        | 0        | 0        | 0        |             |             |             |             |             |                 |             |                 |             | Sárga lap   |
| Elek           | 0        | 1        | 0        | 0        | 0        |             | Sárga lap   |             |             |             |                 |             |                 |             |             |
| Fiola          | 0        | 3        | 0        | 0        | 1        |             |             |             | Sárga lap   | Sárga lap   |                 | Sárga lap   | X               |             |             |
| Kalmár         | 0        | 1        | 0        | 0        | 0        |             |             |             |             |             |                 | Sárga lap   |                 |             | Sárga lap   |
| Kádár          | 0        | 1        | 0        | 0        | 0        |             |             |             |             | Sárga lap   |                 |             |                 |             |             |
| Kleinheisler   | 1        | 3        | 0        | 0        | 1        | Sárga lap   |             |             |             | Sárga lap   | Gól             | Sárga lap   | X               |             |             |
| Kovács         | 0        | 1        | 0        | 0        | 0        |             |             |             |             |             |                 | Sárga lap   |                 |             |             |
| Lang           | 0        | 1        | 0        | 0        | 0        |             |             |             |             |             |                 |             |                 |             | Sárga lap   |
| Lovrencsics G. | 0        | 1        | 0        | 0        | 0        |             |             |             |             | Sárga lap   |                 |             |                 |             |             |
| Nagy Á.        | 1        | 1        | 0        | 0        | 0        |             |             |             |             |             |                 | Sárga lap   |                 |             | Gól         |
| Nagy D.        | 1        | 1        | 0        | 0        | 0        |             |             |             |             |             |                 |             | Gól · Sárga lap |             |             |
| Németh         | 1        | 0        | 0        | 0        | 0        | Gól         |             |             |             |             |                 |             |                 |             |             |
| Otigba         | 0        | 2        | 0        | 0        | 0        | Sárga lap   | Sárga lap   |             |             |             |                 |             |                 |             |             |
| Orban          | 1        | 0        | 0        | 0        | 0        |             |             |             |             |             |                 |             |                 | Gól         |             |
| Pátkai         | 0        | 3        | 0        | 0        | 1        |             |             | Sárga lap   |             |             |                 |             | Sárga lap       | Sárga lap   | X           |
| Sallai         | 1        | 1        | 0        | 0        | 0        |             |             |             |             |             | Gól · Sárga lap |             |                 |             |             |
| Szalai         | 5        | 2        | 0        | 0        | 0        | Gól         | Sárga lap   |             |             | Sárga lap   |                 |             | Gól · Gól       | Gól         | Gól         |
| Varga J.       | 0        | 2        | 0        | 0        | 0        |             |             | Sárga lap   | Sárga lap   |             |                 |             |                 |             |             |
| Varga R.       | 1        | 0        | 0        | 0        | 0        |             |             | Gól         |             |             |                 |             |                 |             |             |
| öngól          | 1        | 0        | 0        | 0        | 0        |             |             |             | öngól       |             |                 |             |                 |             |             |
| Összesen       | 13       | 25       | 0        | 0        | 3        |             |             |             |             |             |                 |             |                 |             |             |

Jelmagyarázat:  = szerzett gólok;  = sárga lapos figyelmeztetés;  = egy mérkőzésen 2 sárga lap utáni azonnali kiállítás;  = piros lapos figyelmeztetés, azonnali kiállítás; X = eltiltás; KM = eltiltás miatt kihagyott mérkőzések száma